# Церква святого апостола Івана Богослова (Нетішин)
Церква святого апостола Івана Богослова в Нетішині — парафія і храм греко-католицької громади Хмельницького деканату Кам'янець-Подільської єпархії Української греко-католицької церкви в місті Нетішин Хмельницької области.

## Історія церкви
Парафія утворена 22 липня 2010 року. Тимчасову каплицю, спроєктовану архітектором Володимиром Ткачуком, освятив владика Василій Семенюк 18 січня 2013 року.
При парафії діють Вівтарна дружина та недільна школа.

## Парохи
- о. Павло Хведорук (з 14 вересня 2010).